# Saki (Manga)
Saki (jap. 咲-Saki-) ist eine von Ritz Kobayashi geschriebene und illustrierte Manga-Reihe, die erstmals im Juni 2006 veröffentlicht wurde und noch immer fortgesetzt wird. Im Zentrum der Handlung steht die Oberschülerin Saki Miyanaga, die ein großes, aber unentdecktes Talent für das Spiel Mah-Jongg besitzt. Im Jahr 2009 wurde der Manga durch Gonzo und Picture Magic als Anime-Fernsehserie adaptiert. Seit Juni 2011 erscheint Saki Biyori, eine Manga-Umsetzung im Yonkoma-Format. Ein Spin-off-Manga mit Titel Saki: Achiga-hen episode of side-A startete im August 2011, und eine darauf aufbauende Anime-Umsetzung durch Studio Gokumi wurde 2012 ausgestrahlt. Ab Januar 2014 wird die dritte Serie Saki: Zenkoku-hen ausgestrahlt. Dem Hauptthema entsprechend ist das Werk in das Mah-Jongg-Genre einzuordnen.

## Handlung
Die gerade an die Kiyosumi-Oberschule gewechselte Schülerin Saki Miyanaga wird in der Schule mit dem Spiel Mah-Jongg konfrontiert. Sie kann dieses aber überhaupt nicht leiden, da sie, wenn sie es mit ihrer Familie spielte, egal ob sie gewann oder verlor, immer wieder unter dem Ergebnis zu leiden hatte: Bei einem Sieg waren die Familienmitglieder böse auf sie, und bei einer Niederlage bekam sie keine süße Belohnung. Infolgedessen entwickelte sie die Fähigkeit, das Spiel immer mit einer Nullbilanz abzuschließen, so dass sie weder gewinnt noch verliert. Ihr Freund Kyōtarō kann sie trotzdem davon überzeugen dem schulischen Mah-Jongg-Club beizutreten. Als die Clubmitglieder ihre Fähigkeit bemerken, überreden sie sie dazu, ihr Geschick auch zum Gewinnen von Spielen einzusetzen. Durch Saki kann der Club an den Bezirksmeisterschaften teilnehmen mit dem Ziel, die nationalen Wettkämpfe zu erreichen.

## Entstehung und Veröffentlichungen
Der von Ritz Kobayashi geschriebene und illustrierte Manga wird seit dem 3. Februar 2006 (Ausgabe 4/2006) des Seinen-Magazins Young Gangan abgedruckt, das von Square Enix im zweiwöchentlichen Rhythmus herausgegeben wird. Die einzelnen Kapitel wurden später zu Tankōbon-Ausgaben zusammengefasst, von denen bisher 17 Bände erschienen sind:
- Band 01, 25. Dezember 2006, ISBN 978-4-7575-1782-0
- Band 02, 25. Mai 2007, ISBN 978-4-7575-2019-6
- Band 03, 24. November 2007, ISBN 978-4-7575-2164-3
- Band 04, 25. Juni 2008, ISBN 978-4-7575-2316-6
- Band 05, 25. März 2009, ISBN 978-4-7575-2517-7
- Band 06, 25. Juli 2009, ISBN 978-4-7575-2623-5
- Band 07, 24. April 2010, ISBN 978-4-7575-2859-8
- Band 08, 25. Juni 2011, ISBN 978-4-7575-3272-4
- Band 09, 24. März 2012, ISBN 978-4-7575-3537-4
- Band 10, 25. Juni 2012, ISBN 978-4-7575-3635-7
- Band 11, 25. April 2013, ISBN 978-4-7575-3934-1
- Band 12, 25. Dezember 2013, ISBN 978-4-7575-4182-5
- Band 13, 25. September 2014, ISBN 978-4-7575-4422-2
- Band 14, 25. Juli 2015, ISBN 978-4-7575-4490-1
- Band 15, 25. März 2016, ISBN 978-4-7575-4919-7
- Band 16, 24. Dezember 2016, ISBN 978-4-7575-5193-0
- Band 17, 25. November 2017, ISBN 978-4-7575-5530-3

Parallel zu den Veröffentlichungen in Japan erschien der Manga als Tankōbon auch in Taiwan, wo die ersten sieben Bände veröffentlicht wurden.
Eine Yonkoma-Umsetzung durch Saya Kiyoshi mit dem Titel Saki Biyori (咲日和) lief vom 17. Juni 2011 (Ausgabe 13/2011) bis zum 17. August 2012 (Ausgabe 17/2012) im Magazin Young Gangan sowie seit dem 25. Oktober 2011 (Vol. 01/2011) der Erstausgabe des Magazins Big Gangan. Bisher sind sechs Sammelbände erschienen:
- Band 1, 24. März 2012, ISBN 978-4-7575-3538-1
- Band 2, 25. August 2012, ISBN 978-4-7575-3708-8
- Band 3, 25. Dezember 2013, ISBN 978-4-7575-4183-2
- Band 4, 25. Juli 2015, ISBN 978-4-7575-4698-1
- Band 5, 25. März 2016, ISBN 978-4-7575-4938-8
- Band 6, 25. März 2016, ISBN 978-4-7575-4920-3

Am 25. Juni 2011 wurde ein Spin-off-Manga mit Titel Saki: Achiga-hen episode of side-A (咲-Saki-阿知賀編 episode of side-A) angekündigt. Der von Ritz Kobayashi geschriebener und von Aguri Igarashi gezeichneter Manga lief vom am 12. August 2011 (Ausgabe 9/2011) bis 12. März 2013 (Ausgabe 4/2013) des monatlich erscheinenden Magazins Shōnen Gangan.
Bis Dezember 2013 erschienen sechs Sammelbände:
- Band 1, 24. März 2012, ISBN 978-4-7575-3535-0
- Band 2, 25. Juni 2012, ISBN 978-4-7575-3636-4
- Band 3, 25. August 2012, ISBN 978-4-7575-3709-5
- Band 4, 24. November 2012, ISBN 978-4-7575-3809-2
- Band 5, 25. April 2013, ISBN 978-4-7575-3911-2
- Band 6, 24. August 2013, ISBN 978-4-7575-4052-1

Ein weiteres Spin-off von Ritz Kobayashi und Aguri Igarashi namens Shinohayu (シノハユ) erscheint seit dem 25. September 2013 (Ausgabe 10/2013) in der Big Gangan. Bis Dezember 2013 wurden die Kapitel in einem Sammelband zusammengefasst:
- Band 1, 25. Dezember 2013, ISBN 978-4-7575-4184-9

## Anime

### Saki
Der Manga Saki wurde im Jahr 2009 durch das Animationsstudio Gonzo als Anime-Fernsehserie adaptiert. Regie führte Manabu Ono assistiert von Kenji Setō; die künstlerische Leitung übernahm Hiroki Matsumoto. Mit der 15. Episode wechselte die Animationsproduktion von Gonzo auf Picture Magic.
Die auf 25 Folgen ausgelegte Serie wurde vom 6. April bis 28. September 2009 nach Mitternacht (und damit am vorigen Fernsehtag) auf TV Tokyo erstausgestrahlt. Andere Sender wie AT-X, TV Aichi, TV Hokkaido, TV Ōsaka, TV Setouchi, TVQ Kyushu begannen einige Tage oder auch Wochen versetzt mit der Ausstrahlung.

### Saki: Achiga-hen episode of side-A
Am 25. Juni 2011 wurde eine weitere Anime-Umsetzung fürs Fernsehen angekündigt. Sie startete am 9. April 2012 nach Mitternacht und folgt der Handlung des Spin-off-Mangas. Das Animationsstudio wechselte zu Studio Gokumi, wobei der Stab im Wesentlichen unverändert blieb. Die ersten 12 Folgen liefen bis zum 2. Juli 2012 zuerst auf TV Tokyo und dann mit versetzt auf AT-X, TV Aichi, TV Hokkaido, TV Setouchi, TV Osaka und TVQ Kyushu. Die Serie wurde später auf AT-X um weitere vier Folgen ergänzt: Folge 13 am 24. Dezember 2012, Folge 14 am 29. Januar, Folge 15 am 2. April und Folge 16 am 25. Mai 2013.

### Saki: Zenkoku-hen
Die 13 Folgen der Fortsetzung wurden vom 6. Januar bis 7. April 2014 nach Mitternacht auf TV Tokyo und TV Aichi erstausgestrahlt, gefolgt von TVQ Kyushu, TV Osaka, TV Setouchi und TV Hokkaido. Gleichzeitig dazu wurde die Serie englisch untertitelt auf Crunchyroll gestreamt.

### Synchronisation
| Rolle           | japanischer Sprecher (Seiyū) |
| --------------- | ---------------------------- |
| Saki Miyanaga   | Kana Ueda                    |
| Nodoka Haramura | Ami Koshimizu                |
| Yūki Kataoka    | Rie Kugimiya                 |
| Hisa Takei      | Shizuka Itō                  |
| Mako Someya     | Ryōko Shiraishi              |
| Kyōtarō Suga    | Jun Fukuyama                 |